# Danh sách lãnh thổ được một quốc gia có chủ quyền mua từ một quốc gia có chủ quyền khác
Đây là danh sách lãnh thổ đã được một quốc gia có chủ quyền mua từ một quốc gia có chủ quyền khác.
| Lãnh thổ                                                                                      | Mua bởi        | Mua từ         | Giá cả                                      | Năm  | Diện tích     | Giá/diện tích           | Thỏa thuận                 |
| --------------------------------------------------------------------------------------------- | -------------- | -------------- | ------------------------------------------- | ---- | ------------- | ----------------------- | -------------------------- |
| Đảo Man, Hebrides, Kintyre là quần đảo của Firth của Clyde                                    | Scotland       | Na Uy          | 4.000 marks sterling, 100 mark theo định kỳ | 1266 | ~8.000 km²    | ~0,5 marks sterling/km² | Hiệp ước Perth             |
| Dunkirk và Pháo đài Mardyck                                                                   | Pháp           | Anh            | 5.000.000 livres                            | 1662 | ~44 km²       | ~113.500 livres/km²     | Vụ bán Dunkirk             |
| Estonia, Livonia, Ingria, và đông nam Phần Lan (Kexholmslän và một phần của Karelian Isthmus) | Nga            | Thụy Điển      | 2.000.000 silver Riksdaler Thụy Điển        | 1721 | ~100.000 km²  | ~2.000 Riksdaler/km²    | Hiệp ước Nystad            |
| Saint Croix                                                                                   | Đan Mạch–Na Uy | Pháp           | 750.000 livres                              | 1733 | 210 km²       | 3.571 livres/km²        |                            |
| Louisiana                                                                                     | Hoa Kỳ         | Pháp           | 15.000.000 USD                              | 1803 | 2.140.000 km² | 7 USD/km²               | Thương vụ Louisiana        |
| Florida                                                                                       | Hoa Kỳ         | Tây Ban Nha    | 5.000.000 USD                               | 1819 | ~200.000 km²  | ~5 USD/km²              | Hiệp ước Adams–Onís        |
| California, Nevada, Utah, Arizona                                                             | Hoa Kỳ         | Mexico         | 18.250.000 USD                              | 1848 | 1.360.000 km² | 13,4 USD/km²            | Hiệp ước Guadalupe Hidalgo |
| Arizona (nam)                                                                                 | Hoa Kỳ         | Mexico         | 10.000.000 USD                              | 1853 | 76.800 km²    | 130 USD/km²             | Thương vụ Gadsden          |
| New Mexico (tây nam)                                                                          | Hoa Kỳ         | Mexico         | 10.000.000 USD                              | 1853 | 76.800 km²    | 130 USD/km²             | Thương vụ Gadsden          |
| Sachsen-Lauenburg                                                                             | Phổ            | Áo             | 2.500.000 Rigsdaler Đan Mạch                | 1865 | 1.000 km²     | 2.500 Rigsdaler/km²     | Công ước Gastein           |
| Alaska                                                                                        | Hoa Kỳ         | Nga            | 7.200.000 USD                               | 1867 | 1.717.856 km² | 4 USD/km²               | Thương vụ Alaska           |
| Saint-Barthélemy                                                                              | Pháp           | Thụy Điển      | 320.000 Franc Pháp                          | 1878 | 21,24 km²     | 15 Franc/km²            |                            |
| Philippines                                                                                   | Hoa Kỳ         | Tây Ban Nha    | 20.000.000 USD                              | 1898 | 300.000 km²   | 20 USD/km²              | Hiệp định Paris            |
| Quần đảo Caroline                                                                             | Đức            | Tây Ban Nha    | 25.000.000 ESP                              | 1899 | 1.160 km²     | 21.551 ESP/km²          | Hiệp ước Đức - Tây Ban Nha |
| Palau                                                                                         | Đức            | Tây Ban Nha    | 25.000.000 ESP                              | 1899 | 1.160 km²     | 21.551 ESP/km²          | Hiệp ước Đức - Tây Ban Nha |
| Quần đảo Mariana                                                                              | Đức            | Tây Ban Nha    | 25.000.000 ESP                              | 1899 | 1.160 km²     | 21.551 ESP/km²          | Hiệp ước Đức - Tây Ban Nha |
| Cagayan Sulu và Sibutu                                                                        | Hoa Kỳ         | Tây Ban Nha    | 100.000 USD                                 | 1900 | 467 km²       | 214 USD/km²             | Hiệp định Washington       |
| Quần đảo Virgin                                                                               | Hoa Kỳ         | Đan Mạch       | 25.000.000 USD                              | 1916 | 400 km²       | 62.500 USD/km²          | Hiệp ước Tây Ấn Đan Mạch   |
| Lãnh thổ Jäniskoski-Niskakoski                                                                | Liên Xô        | Phần Lan       | 700.000.000 FIM                             | 1947 | 176 km²       | 700 FIM/km²             |                            |
| Gwadar                                                                                        | Pakistan       | Muscat và Oman | 5.500.000.000 PKR                           | 1958 | 265 km²       | 20.754.716 PKR/km²      |                            |